# Refren
Refren (od provansalske reči refrainge - ponovljeno udaranje talasa, odnosno fr. refrain - pripev) u muzičkom i poetskom smislu označava stilsku figuru dikcije, načina izražavanja, koji se odnosi na ponavljanje stiha, dela ili grupe stihova. Najčešće se pravilno ponavljaju posle svakog distiha ili strofe. Pesnici često ponavljaju slične ili iste reči, na taj način, na prvom mestu, ističu svoja osećanja. Refren povezuje sve strofe u pesmi, a pritom emocionalno obeležava celu pesmu.  
Uz refren, u stilske figure ponavljanja spadaju: anafora, epifora, simploka, alon’man.
U figurativnom smislu  refren označava ono čemu se čovek uvek vraća, stalno ponavljanje, „staru pesmu“.
„Refren“ je i naslov popularne pesme srpskog pisca Jovana Dučića objavljene 1929. godine u Knjizi I („Pesme Sunca“).

## Spoljašnje veze
- Veliki rečnih stranih reči i izraza, Ivan Klajn, Milan Šipka, Prometej, Novi Sad (2008),  9788651503118
- Leksikon stranih reči i izraza, Milan Vujaklija, Prosveta, Beograd, (1996/97),  8607006215
- Opismeni se: Refren, pristup 22. septembar 2012
- Poiskov: Refren, pristup 22. septembar 2012 (језик: руски)
- Književnost: Refren, pristup 22. septembar 2012
- Opušteno: Književni termini, 10. maj 2012, pristup 22. septembar 2012[мртва веза]